# 미나미야 마린

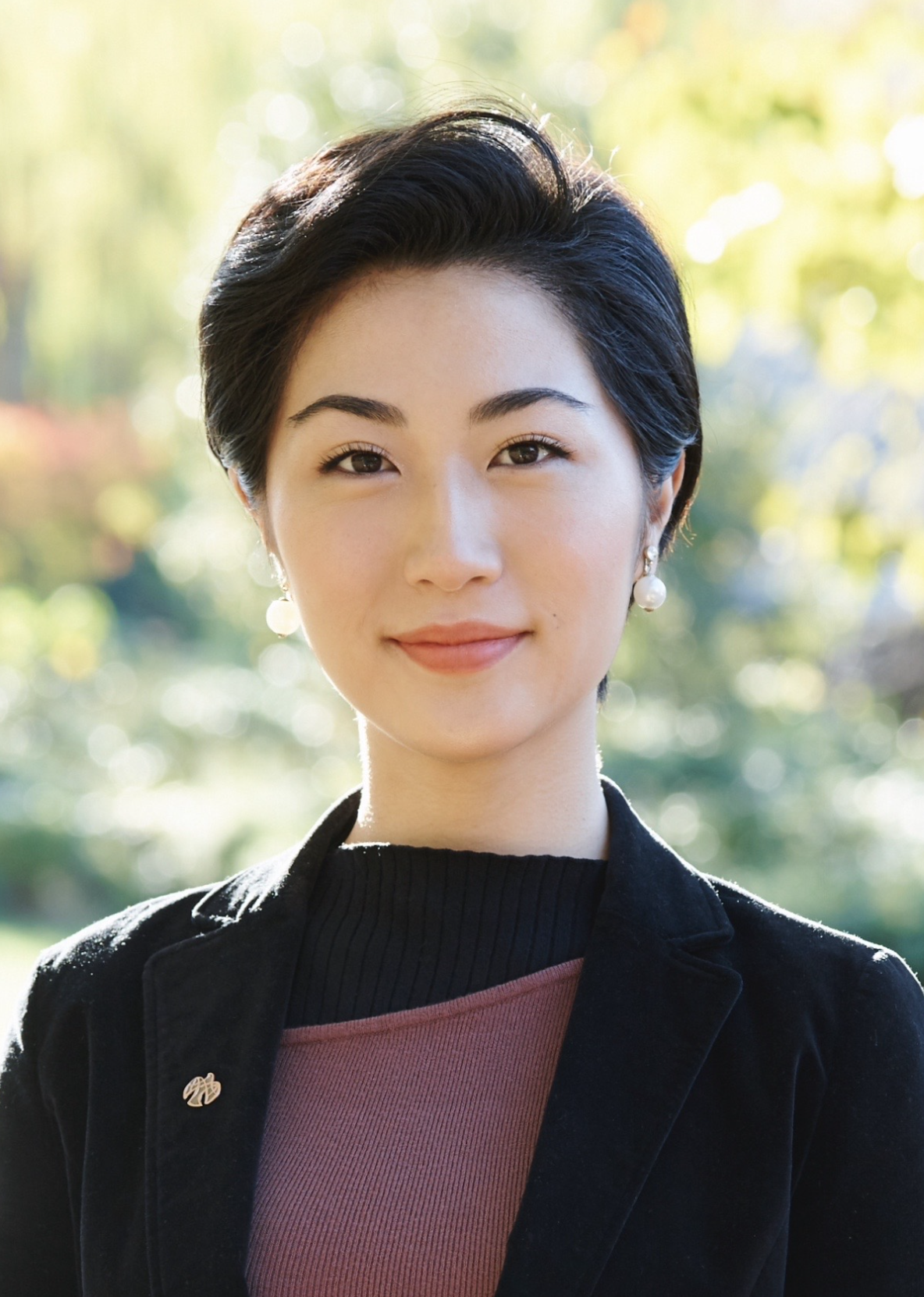

미나미야 마린(일본어: 南谷 真鈴, 1996년 12월 20일 ~ )은 일본의 산악인이며 칠대륙 최고봉 일본인 최연소 등정 기록 보유자이다. 가나가와현 가와사키시 출신이다.

## 경력
와세다 대학 정치경제학부 2학년에 재학 중이던 2016년 7월 4일에 디날리산 등정에 성공하는 등 칠대륙 최고봉 등정을 달성했고 앞서 2016년 5월 23일에는 에베레스트산에 일본인으로선 최연소로 등정했다. 또한 2015년 10월 마나슬루산 등정에 성공하여 일본인으로선 최연소로 8,000미터 봉우리 등정과 여성 세계 최연소로 마나슬루산 등정을 달성하는 쾌거를 이뤘다.
2017년 4월 13일에는 북극점 도달에 성공하여 ‘탐험가 그랜드슬램’(칠대륙 최고봉, 북극점, 남극점 도달)을 세계 최연소인 20세 112일 만에 달성했다. 2019년에 미스 재팬에 선출됐다.

## 산악 등정 및 원정 기록

### 2015년
- 1월 - 아콩카과산 등정
- 7월 - 킬리만자로산 등정
- 8월 - 몽블랑산 등정
- 10월 - 마나슬루산 등정
- 12월 - 코지어스코산 등정
- 12월 - 빈슨 산괴 등정

### 2016년
- 1월 - 남극점 도달
- 2월 - 카르스턴즈 피라미드 등정
- 3월 - 옐브루스산 등정
- 5월 - 에베레스트산 등정(일본인 최연소)
- 7월 - 디날리산 등정

### 2017년
- 4월 - 북극점 도달